# Паляниця Наталія Анатоліївна
Наталія Анатоліївна Паляниця (нар. 5 квітня 1964 року, м. Хмельницький, Україна) — журналіст, актриса, телеведуча, продюсерка творчого об'єднання «Телерадіопрограм» філії публічного акціонерного товариства «Національної суспільної телерадіокомпанії України» "Хмельницька регіональна дирекція «Поділля-центр».
За високий професіоналізм та вагомі здобутки у медіа-просторі неодноразово відзначалась Почесними грамотами та Подяками органів місцевої влади, нагороджена Подякою Прем'єр-міністра України (2010 рік) та нагороджена Грамотою Верховної Ради України та нагрудним знаком за «Заслуги перед Українським народом» (2017 рік), Лауреат премії імені Богдана Хмельницького у галузі журналістики (2018 рік), член Національної спілки журналістів України (2018 рік).

## Біографія
Паляниця Наталія Анатоліївна народилася 5 квітня 1964 року в м. Хмельницькому.
З 1971 по 1981 рік навчалася в Хмельницькій середній школі № 11 (зараз Хмельницька гімназія № 2), потім вступила в Хмельницьке торгове училище. Після закінчення торгового училища, з 1983 року по 1986 рік працювала продавцем промислових товарів, контролером, старшим контролером — касиром в універмазі «Дитячий світ» м. Хмельницького.
З 1986 року по 1990 рік — робота в Хмельницькому тролейбусному управлінні: спочатку економістом, а потім секретарем комітету комсомолу.
У 1989 році заочно закінчила Київський інститут харчової промисловості за спеціальністю інженер-технолог.
З 1990 по 1991 рік працювала інструктором відділу політики і національно-культурних питань Хмельницького обкому ЛКСМУ (МДС)
З 1992 по 1995 рік — артистка розмовного жанру Хмельницької обласної філармонії.
З 1995 по 1999 роки працювала диктором Хмельницької обласної державної телерадіокомпанії, а з 1999 року по 2002 — диктор ТРК «УНТК- Подолье».
З 2002 по 2006 роки була виконавчим редактором, кореспондентом газети «Подільський Базар» .
У 2006 році отримала другу вищу освіту, закінчивши заочно Київський Національний університет культури і мистецтв за спеціальністю режисер, викладач.
З 2006 року працювала в Хмельницькій обласній державній телерадіокомпанії «Поділля-центр» на посаді ведучої програм ТВО суспільно-політичних програм. З 2012 року переведена на посаду заввідділу національного відродження та програм для молоді і дітей. З 2015 року переведена на посаду директора ТВО молодіжних, дитячих та культурно-мистецьких програм. З 2015 року Хмельницька державна телерадіокомпанія була реформована у філію НСТУ «Хмельницька регіональна дирекція», у цей час Паляниця Наталія Анатоліївна працювала на посаді заввідділу тематичної інформації та аналітики ТВО телевізійних новин. З 2017 року була переведена на посаду головного продюсера редакції програм ТВО «Бюро Телевізійних новин». З 2018 року працює на посаді продюсера (лінійного) ТО «Телерадіопрограм» філії ПАТ «НСТУ» "Хмельницької регіональної дирекції «Поділля-центр».

## Творча діяльність
Паляниці Наталії Анатоліївні належать такі авторські програми:
- «Понеділок — день, як день» — вечірня програма, що виходила і прямому ефірі з 1995 року.
- «На життєвих перехрестях» — програма про різні людські долі хмельничан.
- «Ранок на Поділлі» — щоденне прямоефірне ранкове шоу, яке з виходить з 2010 року, з 2017 року вже під назвою «TVій Ранок» як молодіжний інформаційно-розважальний проект .
- «Щира розмова» — програма про різні людські долі хмельничан.
- «Імена» — телепрограма про видатних людей Хмельницького та Хмельницької області, виходила в ефір з 2013 по 2016 роки.
- «Вільний мікрофон» — соціальна програма за участі чотирьох різних гостей з різними точками зору, об'єднаних однією життєвою темою.
- «Під абажуром» — вечірня програма про історичні, суспільно-політичні, культурно-мистецькі аспекти розвитку країни, виходить в ефір з 19 січня 2016 року.

Чимала кількість відомих на сьогодні в Україні хмельничан вперше з'явилась на екрані обласного телебачення саме в передачах Наталії Паляниці. Серед них Сергій Пісоцький, Сергій Костецький, Оксана Пилипчук, Міла Нітіч, Ірина Мерлені, Вадим Мічковський, Олександр Паномарьов та багато інших.

## Сім'я
Чоловік Володимир Паляниця, син Олександр та донька Ольга.